# 聖安東尼奧德爾戈爾福
聖安東尼奧德爾戈爾福（西班牙語：San Antonio del Golfo），是委內瑞拉的城鎮，位於該國北部蘇克雷州，是梅希亞市的首府，距離馬里圭塔爾13公里、卡里亞科30公里、庫馬納39公里，人口4,505。